# Felix Kasch
Felix Kasch, född 17 augusti 1995, är en svensk handbollsspelare. Han är högerhänt och spelar primärt som vänsternia.

## Karriär
Felix Kasch började sin karriär i KFUM Lundagård i tidig ålder. Nästa klubb blev 2011 Lugi HF och för denna klubb gjorde han sin elitseriedebut den 30 november 2011. Säsongen 2013/2014 blev han korttidsutlånad till elitseriekonkurrenten HK Drott i två månader men återvände efter årsskiftet. Han var med i den trupp som tog SM-silver säsongen 2013/2014. Han fick lite speltid i Lugi och under våren 2016 lånades han ut till Runar IL i Norge och beslöt sig sedan för att lämna Lugi. I september 2016 skrev han på för IFK Skövde. Efter att ha spelat två säsonger i IFK Skövde lämnade han klubben för Danmark. Ny klubbadress blev TM Tönder. Efter två år i Tönder valde han spel i tyska VfL Lübeck-Schwartau i andraligan. Han spelade bara en säsong u Lübeck och spelade bara få matcher. Efter säsongen avslutade han sin spelarkarriär och blev personlig tränare.
Felix Kasch har spelat 29 Juniorlandskamper (U-19) för Sverige.